# Zawady (powiat nidzicki)
Zawady – wieś w Polsce położona w województwie warmińsko-mazurskim, w powiecie nidzickim, w gminie Janowo.
W latach 1975–1998 miejscowość należała administracyjnie do województwa olsztyńskiego.